# Udo Keller
Udo Keller (* 22. Mai 1941 in Baldenburg; † 21. November 2012 in Bad Segeberg) war ein ehemaliger deutscher Manager bei Investors Overseas Services, der die Tecis AG gründete.

## Leben

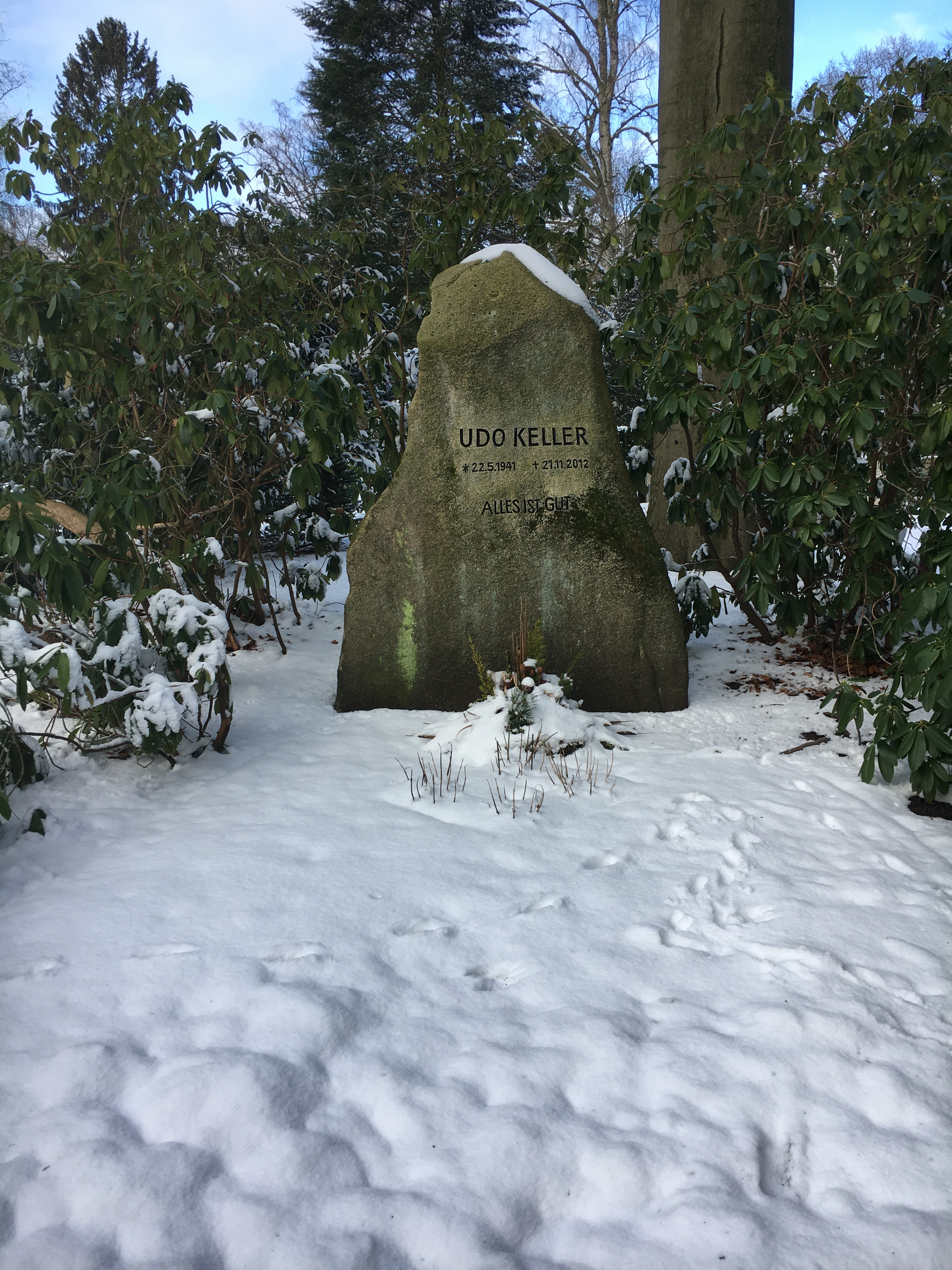
Grabstätte auf dem Friedhof Ohlsdorf

Udo Keller wurde 1941 in Baldenburg im Landkreis Schlochau geboren und begann seinen beruflichen Werdegang am 18. August 1965 bei IOS. Er war Spitzenmanager bei IOS und jahrelang als freier Finanzkaufmann tätig. Von 1984 bis 1985 war er Organisationsdirektor in der HMK-Organisation  der Hamburg-Mannheimer Versicherungs-AG, bevor er 1986 die tecis Holding AG als unabhängiges Finanzdienstleistungsunternehmen gründete. Dieses Unternehmen führte er bis 2001. Bis 2002 verkaufte er einen Großteil seiner Aktien und hielt nur noch eine Minderheitsbeteiligung von 8,5 % an der tecis Holding AG. 1995 gründete er den Verband unabhängiger Finanzdienstleistungsunternehmen in Europa e. V. (Votum Hamburg), der unter seinem Vorsitz zum führenden Branchenverband wurde.
Udo Keller wurde auf dem Friedhof Ohlsdorf beigesetzt. Die Grabstätte liegt nordwestlich von Kapelle 4 im Planquadrat J 8.

## Stiftung Forum Humanum
Im Jahr 2000 gründete Udo Keller die „Udo-Keller-Stiftung Forum Humanum“ mit Stiftungssitz in Neversdorf, die sich der Förderung interdisziplinärer und interreligiöser Projekte in Forschung, Lehre und Praxis verschrieben hat. An der Universität Tübingen hat die Udo-Keller-Stiftung mit der Errichtung des Studienhauses Doblerstraße einen wesentlichen Gründungsbeitrag zum Forum Scientiarum geleistet. Das Forum Scientiarum ist eine zentrale Einrichtung der Universität, die sich seit 2006 der Förderung des Dialogs zwischen den Wissenschaften in Lehre und Forschung widmet. Dabei stehen Projekte im Vordergrund, bei denen Natur- und Geisteswissenschaftler zusammenkommen.

## Ehrungen
- 2007 Ehrensenator der Universität Tübingen[5]
- 2012 Verdienstkreuz 1. Klasse der Bundesrepublik Deutschland[6][7]